# Džátaky
Pojmem Džátaky je označována sbírka textů mnoha autorů, vypravující legendy Buddhových minulých životů. Ten v textech vystupuje buď jako hlavní hrdina (bódhisattva), nebo i jako vedlejší postava, či jen jako pozorovatel. Texty jsou stoupenci théravády zařazeny do Tipitaky a to konkrétně do oddílu Khuddakanikája (Oddílu drobností), který se nachází v Suttapitace (tzv. Koši ponaučení), obsahujícím Buddhovy základní rozpravy. Co se týče datování, nejstarší zmínka o Džátakách pochází z reliéfu na jisté stúpě v Sánčí ze 3. století př. n. l., kde lze zřetelně rozeznat původní formu příběhů – tzv. gháty. Jde o veršovanou formu (ve své typické buddhistické formě charakteristické častým opakováním důležitým k vštípení si příběhu do paměti), ke které byly až později různými autory připsány vysvětlující prozaické pasáže, které lze rozdělit do následujících bodů:
- tzv. „příběh ze současnosti“ (zde jsou popisovány okolnosti, při nichž Buddha vypráví džátaku)
- tzv. „příběh z minulosti“ (samotná džátaka)
- komentář ke ghátě (gramatický a lexikografický komentář k archaicky psaným veršům)
- tzv. „spojení“ (jde o ztotožnění hlavních postav s Buddhou, vypravěčem)

Džátak je celkem 547 a jsou seřazeny vzestupně podle počtu veršů. Texty se výrazně liší svým rozsahem. Ty první, nejkratší, nezabírají ani stránku, zatímco poslední nejdelší džátaka zahrnuje značnou část celé sbírky. Obsah džátak dělí indolog Moris Winternitz následujícím způsobem: v džátakách rozeznává především bajky, pohádky, anekdotické příběhy, novely, moralistická vyprávění, průpovídky a zbožné legendy. Bajky a anekdoty jsou charakterizovány především svou krátkou délkou a informační hutností, zatímco ostatní žánry, jako například legendy, vykazují značnou „epickou šíři“ (Zbavitel, 2003).
Přestože v džátakách nalézáme tyto žánry, úkolem džátak nebylo posluchače bavit, ale poskytnout moralistické ponaučení a poznání, čímž se díla zábavná mění v díla didaktická. V textech se objevuje značné množství nejrůznějších postav, ať už zvířecích (slon, opičák, páv, papoušek, atp.), nebo lidských (zloděj, kurtizána, hráč-hazardér, král, asketa, mudrc, atd.), či nadpozemských (bozi, polobozi, démoni) a dochází k jejich konfrontaci, kde jako ti charakternější a morálně zdatnější vítězí zvířata. Zajímavým způsobem prochází všemi příběhy ženy, které vždy vystupují jako ty lstivé, prohnané a nevěrné.
Džátaky jsou pravděpodobně nejstarší sbírkou folklóru na světě a svým rozsahem a komplexností nemají ve světové literatuře obdoby. Ve své době měly obrovský dopad na lidové „nebuddhizované“ obyvatelstvo, kterému přinášely buddhistickou morálku v přijatelné (a „pohádkumilovným“ Indům zejména) podobě.